# Snapfish
Snapfish é uma marca registada e um serviço de fotografias da HP que opera nos seguintes países: Alemanha, Áustria, Austrália, Bélgica, Dinamarca, Espanha, Estados Unidos, França, Holanda, Irlanda, Itália, Luxemburgo, Nova Zelândia, Noruega, Suécia, Suíça, Reino Unido e Portugal (neste último, sobre as marcas registadas Pixaco e Snapfish).
É principalmente utilizado por empresas como a TV Cabo e a Media Markt (Pixaco).

## Características do serviço
O Snapfish oferece um serviço gratuito de armazenamento digital de fotografias com filiação ilimitada. Os titulares de contas do Snapfish podem transferir fotografias e imagens para álbuns da web online e partilhá-las com grupos de fotografia, e criar "presentes fotográficos" e "produtos fotográficos" a partir de fotografias. No entanto, é necessário utilizar serviços pagos, incluindo impressão, pelo menos uma vez por ano, para manter a conta e o armazenamento de fotografias.
Os utilizadores do Snapfish podem livremente criar impressões com fotografias e texto, álbuns fotográficos (álbuns de fotografias), canecas e outros produtos originais, utilizando os modelos de design fornecidos pelo Snapfish. O Snapfish ganha dinheiro ao encomendar estes produtos originais (para impressão de fotografias digitais e produtos fotográficos).

## Ligações Externas
- Snapfish Portugal[ligação inativa]
- Snapfish TV Cabo[ligação inativa]
- Pixaco Media Markt[ligação inativa]